# Markus Haris Maulana
Markus Haris Maulana (ur. 14 marca 1981 w Pangkalan Brandan) – piłkarz indonezyjski grający na pozycji bramkarza.

## Kariera klubowa
Karierę piłkarską Horison rozpoczął w klubie Persiraja Banda Aceh. W jego barwach grał w drugiej lidze indonezyjskiej. Następnie w 2004 roku został zawodnikiem PSMS Medan. W 2007 roku wywalczył z tym klubem wicemistrzostwo Indonezji. W Medanie grał w latach 2004-2007, a na początku 2008 roku odszedł do Persiku Kediri. W połowie 2009 roku został zawodnikiem Aremy Malang. Następnie grał w Persib Bandung, PSMS Medan, Persidafon Dafonsoro, a w 2014 trafił do PSM Makassar.

## Kariera reprezentacyjna
W reprezentacji Indonezji Horison zadebiutował w 2007 roku. W tym samym roku został powołany przez selekcjonera Iwana Kolewa do kadry na Puchar Azji 2007. Na tym turnieju rozegrał jedno spotkanie, z Koreą Południową (0:1).